# 航海东路街道
航海东路街道，是中华人民共和国河南省郑州市管城回族区下辖的一个乡镇级行政单位。

## 行政区划
航海东路街道下辖以下地区：
石化路社区、航海东路社区、果树所社区、石建社区、金色港湾社区、新航社区、耿庄社区、美景天城社区、富田社区、映月路社区和中铁七局社区。